# بیل رابینسون (بازیکن فوتبال اهل انگلستان)
بیل رابینسون (انگلیسی: Bill Robinson; ۴ آوریل ۱۹۱۹ – ۷ اکتبر ۱۹۹۲) بازیکن فوتبال اهل بریتانیا بود.
از باشگاه‌هایی که در آن بازی کرده‌است می‌توان به باشگاه فوتبال چارلتون اتلتیک، باشگاه فوتبال ساندرلند، و باشگاه فوتبال وستهام یونایتد اشاره کرد.